# Серен Рікс
Серен Рікс (дан. Søren Rieks, нар. 7 квітня 1987, Есб'єрг) — данський футболіст, фланговий півзахисник «Мальме».

## Клубна кар'єра
Народився 7 квітня 1987 року в місті Есб'єрг. Вихованець футбольної школи клубу «Есб'єрг». Дорослу футбольну кар'єру розпочав 2005 року в основній команді того ж клубу, в якій провів сім сезонів, взявши участь у 149 матчах чемпіонату. З сезону 2007/08 був основним гравцем команди і у травні 2008 року грав з командою у фіналі Кубка Данії, де зробив дубль, втім його клуб програв 2:3 «Брюндбю».
У липні 2012 року підписав трирічний контракт з нідерландським «Неймегеном». Відіграв за команду з Неймегена наступні два сезони своєї ігрової кар'єри. Граючи у складі «Неймегена» також здебільшого виходив на поле в основному складі команди, але за підсумками сезону 2013/14 команда зайняла передостаннє місце і покинула вищий дивізіон.
9 серпня 2014 року уклав контракт зі шведським клубом «Гетеборг», у складі якого провів наступні три з половиною роки своєї кар'єри гравця. Тренерським штабом нового клубу також розглядався як гравець «основи» і 2015 року здобув з командою Кубок Швеції.
Коли в грудні 2017 року термін дії угоди закінчився, Рікс не продовжив угоду з «Гетеборгом», щоб перейти на правах вільного агента до чемпіонів Швеції «Мальме», який є принциповим суперником «Гетеборга». Цей вибір данця сильно критикували не лише вболівальники «Гетеборга», а й деякі його колишні товариші по команді. Станом на 30 жовтня 2019 року відіграв за команду з Мальме 52 матчі в національному чемпіонаті.

## Виступи за збірні
Протягом 2007—2008 років залучався до складу молодіжної збірної Данії. На молодіжному рівні зіграв у 7 офіційних матчах, забив 1 гол.
14 листопада 2009 року дебютував в офіційних іграх у складі національної збірної Данії в товариському матчі проти Південної Кореї. Через чотири дні він забив свій перший гол за збірну у своєму другому міжнародному матчі проти США.

## Титули і досягнення
- Володар Кубка Швеції (3):

«Гетеборг»: 2014-15
«Мальме»: 2021-22, 2023–24
- Чемпіон Швеції (3):

«Мальме»: 2020, 2021, 2023